# Beregszászi Nagy Pál (nyelvész)
Beregszászi Nagy Pál (Nagymuzsaly, 1750 körül – Beregvégardó, 1828. május 18.) nyelvész, nyelvtörténész.
Tudni magyarúl, és beszélni jól magyarúl, nem mind egy; van külömbség e kettő között, és pedig nem olly kitsiny, mint talán első tekintettel látszik.

## Élete
Iskoláit Sárospatakon végezte; 1796. július 11.-jén választatott sárospataki tanárrá, de ő ekkor az erlangeni egyetemen mint rendkívüli tanár a keleti nyelveket adta elő és a magyar nyelvből is tartott magánelőadást. Tanszékét Sárospatakon 1798. július 15.-én foglalta el, ahol a teológiát és keleti nyelveket tanította. 1800. július 18.-án rektorrá választatott. 1803 decemberében lemondott tanári hivataláról. Egy ideig Kazinczy István fia mellett nevelősködött, 1806-ban szülőföldére vonult és nyolc évig művelte itt kis szőlejét. 1822 körül Pest megyében élt mint magánzó. Máramaros, Zemplén és Ugocsa megye megválasztotta táblabírónak, a göttingeni tudós társaság pedig 1801. november 14.-én tagjának.

## Munkái
- Carmen quo amicissimi sibi viro Gvil. Friderico Hufnagel dum laetissimas suas cum virgine Caroline Breyer nuptias celebraret, gratulatur. Erlangae, 1781.
- Carmen tenue quo amicissimum sibi virum Henric. Carol. Alexandrum Haenlein, dum carissimam suam uxorem Augustam Sophiam Germanam, Ier. Nicolai Eyring filiam dilectissimam Gottinga domum duceret amice excipit et utriusque ex animo gratulatur Erlangae die 22. Aprilis 1793. Uo.
- Tentamen philologico-criticum in loca quaedam Aeshyli et Theocriti obscuriora. Uo. 1794.
- Parallelon inter linguam persicam et magyaricam dictum. Uo. 1794.
- Comparatio linguae turcicae cum hungarica. Uo. 1794.
- Ueber die Selbstkenntniss. Uo. 1795.
- Ueber die Aehnlichkeit der hungarischen Sprache mit den morgenländischen. Leipzig, 1796. Online
- Versuch einer magyarischen Sprachlehre, mit einiger Hinsicht auf die Türkische und andere morgenländischen Sprachen. Erlangen, 1797.
- Dissertatio philologica de vocabulorum derivatione ac formatione in lingua magyarica. Pestini 1815. (E munka a közte és Kazinczy Ferencz közt folyt «Pennaháborúra» adott alkalmat; másrészről pedig Szatmár vármegye karai és rendei által gyűjtött ezer v. forinttal jutalmaztatott.)
- Pennaháború. Sárospatak. 1820. (Együtt jelent meg A sárospataki collegiumról tett tudósítás megvizsgálása című munkájával.)
- Dissertatio de natura, indole et qualitate linguae magyaricae. Pestini, 1828.

Révaihoz írt négy levele (1803–04.) az Országos Széchényi Könyvtárban van.
A magyar nyelvet a keleti nyelvekkel hasonlította össze s nagy ostora volt az újítóknak. Értekezései a Zeitschrift von und für Ungern (1803–04.), Tudományos Gyűjtemény (1819–27.), Felső-Magyarországi Minerva (1827–28.) s Élet és Literatura című folyóiratokban jelentek meg.